# Biscutella morisiana
Biscutella morisiana är en korsblommig växtart som beskrevs av Mauro Raffaelli. Biscutella morisiana ingår i släktet Biscutella och familjen korsblommiga växter. Inga underarter finns listade i Catalogue of Life.